# Un prêtre en 1839
Un prêtre en 1839 est un roman inachevé écrit par Jules Verne, sans doute entre 1846 et 1848, qui comporte malgré tout 21 chapitres. Ce texte ne fut édité qu'en 1992.

## Résumé
Le 12 mars 1839, un terrible accident se produit dans l'église Saint-Nicolas. La cloche s'effondre et, dans sa chute, provoque un carnage parmi les fidèles. Le sonneur Joseph se trouve écrasé sous l'effondrement. Il était l'ami de Jules Deguay, un jeune avocat, fils de rentier nantais, qui, dans la catastrophe, sauve Anna Deltour, la fille de grotesques bourgeois. Avec son ami, Michel Randeau, Jules, soupçonnant un crime, s'attache à suivre l'enquête. Il découvre alors d'étranges personnages : Abraxa, une horrible sorcière, et son âme damnée Mordhomme, qui ont pris sous leur coupe un prêtre défroqué, Pierre Hervé, issu d'une famille de pauvres paysans...

## Personnages
- Jules Deguay, 25 ans, fils d'un rentier nantais, jeune avocat faisant son stage.
- Michel Randeau, orphelin, fils d'officier, ami de Jules Deguay.
- Louise Pinaudier, dite Abraxa. Enfant d'un couple désargenté, elle devient fille de joie. Un chef de bande l'initie à la sorcellerie, mais elle s'enfuit avec son amant Mordhomme. Âgée de 60 ans à l'époque du récit, elle a pris sous sa coupe Pierre Hervé.
- Mordhomme, enfant trouvé, à l'esprit crédule, il cède aux avances d'Abraxa et devient son amant. Il la seconde dans tous ses forfaits.
- Joseph, sonneur de l'église Saint-Nicolas, dont le seul ami est Jules Deguay.
- Paschase Deltour, la cinquantaine passée, homme médiocre vivant depuis toujours des rentes de sa femme.
- Madame Deltour, épouse du précédent, 44 ans, femme sans caractère, mais bonne.
- Anna Deltour, fille des précédents, 18 ans, aimée de Jules Deguay, mais sujette à des crises mystiques[3].
- Mathurin Hervé, vieux paysan nantais, d'un aspect assez dur. Il assiste à la mort de sa femme et de sa plus jeune enfant dans l'écroulement de la demeure.
- Catherine Hervé, sa femme, de la plus profonde indifférence, aussi bien à l'égard de son mari que de ses enfants.
- Jeanne Hervé, 19 ans, fille des précédents, belle et robuste.
- Jean Hervé, frère de Jeanne, l'aîné de la famille, grand et fort.
- Pierre Hervé, leur frère cadet, malingre, grêle. Grâce à Dorbeuil, il entrera au séminaire.
- Marguerite Hervé, 3 ans, le dernier enfant de la famille, morte écrasée sous les décombres de la chaumière.
- Monsieur Dorbeuil, homme d'une cinquantaine d'années. Sauvé des griffes des brigands par Jean et Pierre, il va devenir le bienfaiteur de la famille Hervé.
- Turpin, médecin, ami de Dorbeuil. Il soigne Mathurin.
- Gustave Desperrier, ami de Michel Randeau. Il meurt dans la catastrophe de l'église.

## Éditions
- Le Cherche-Midi Éditeur. Postface de Christian Robin. 1992.